# Geropogon hybridus

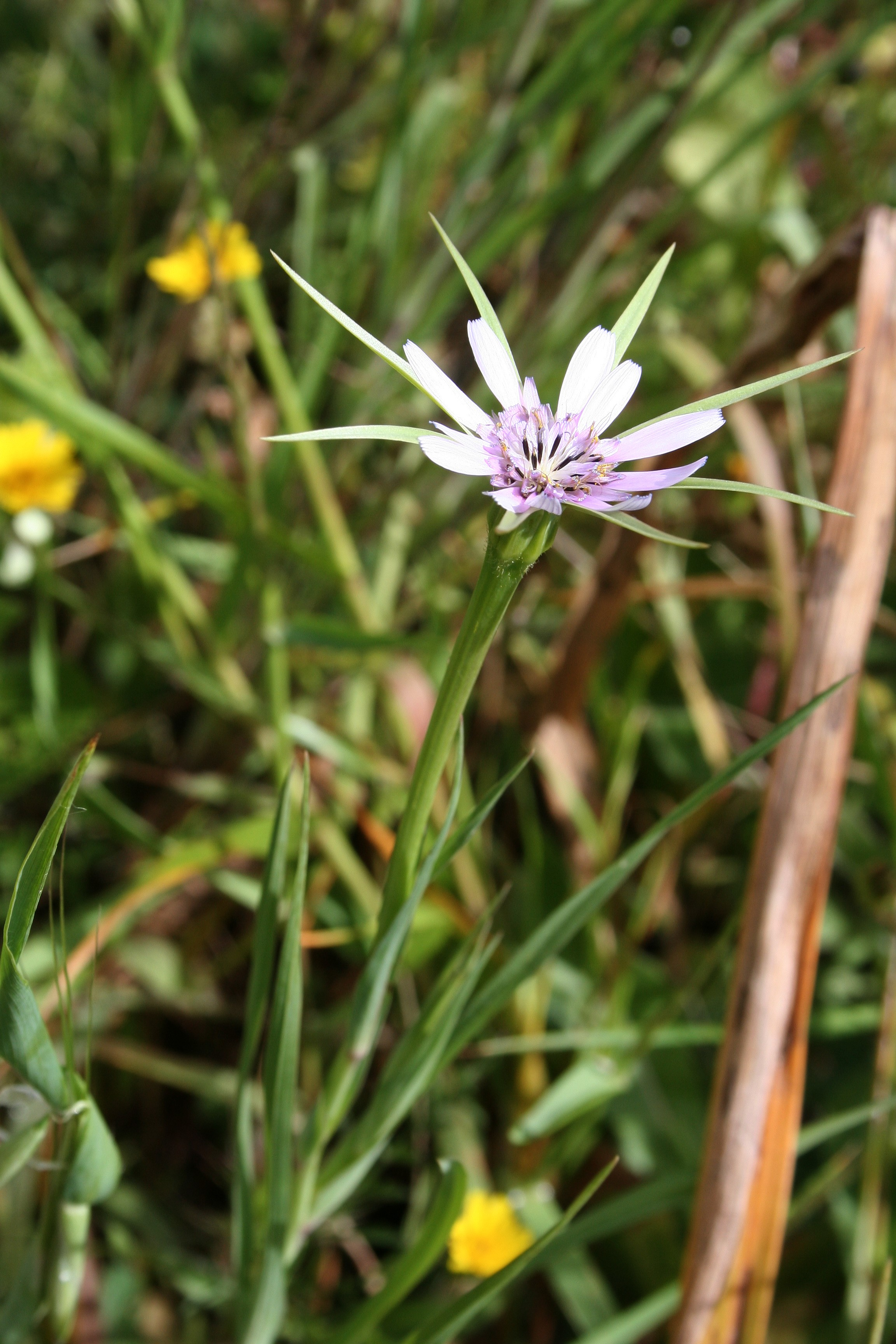
Vista general

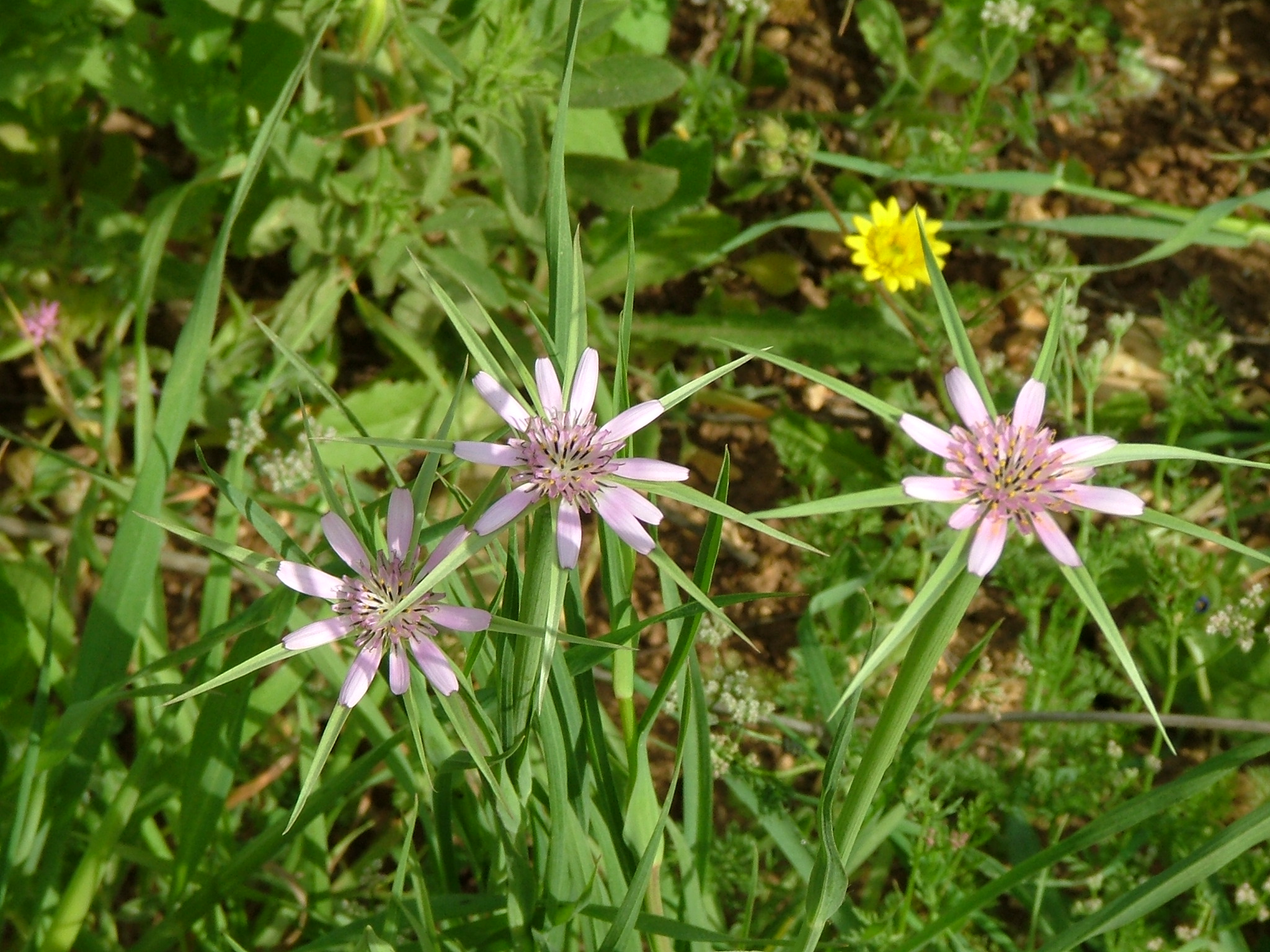
Capítulos: vista subcenital

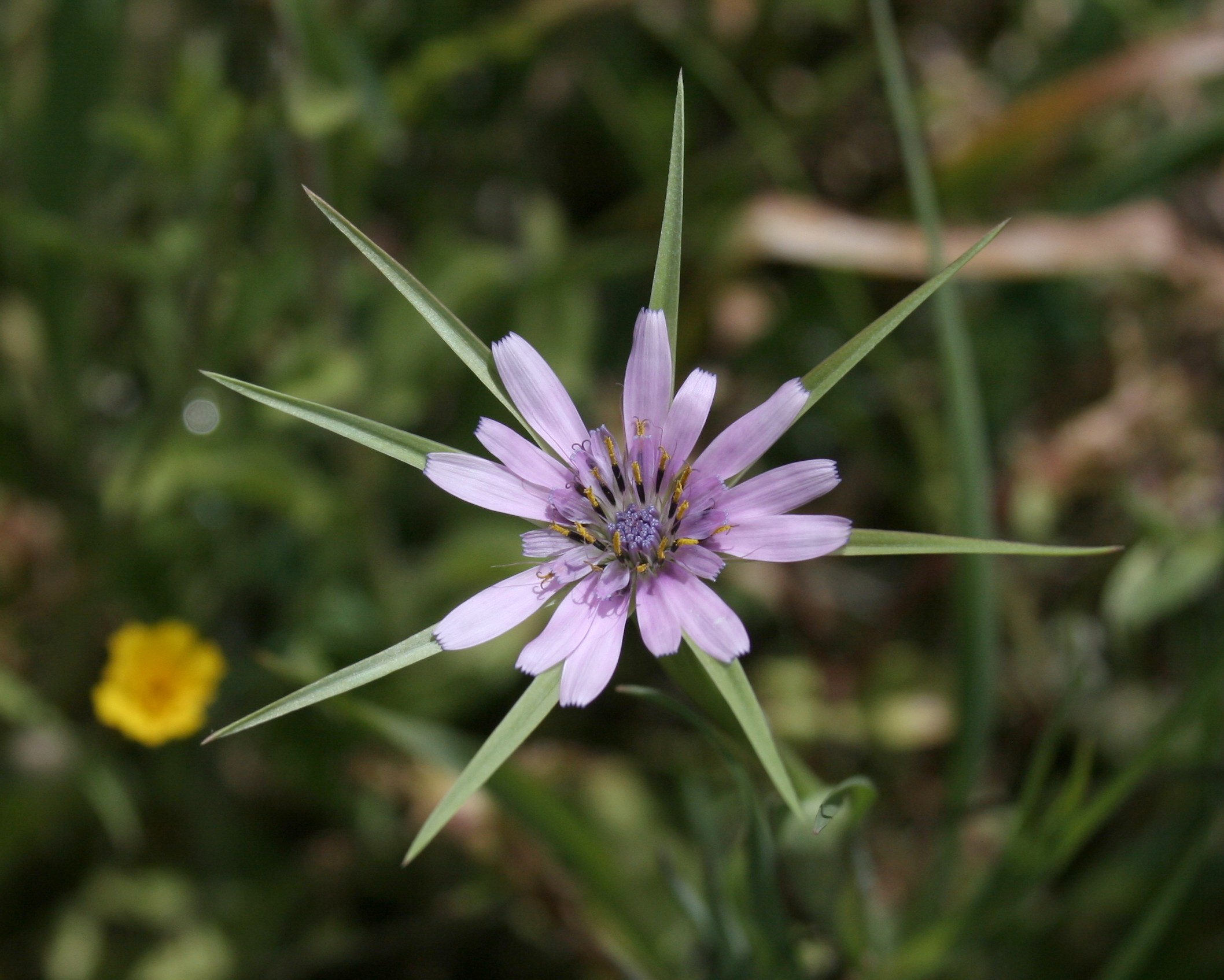
Capítulo: detalle

Geropogon hybridus es una especie de planta herbácea del género Geropogon de la familia de las asteráceas. Es probable que sea la única especie del género.

## Descripción
Planta anual, de 10-80 cm de alto, usualmente glabra, con tallo erecto asurcado simple o algo ramificado. Las hojas son alternas, herbáceas, estrechamente lineares, de hasta 8 mm de ancho y 18 cm de largo, las caulinares con la base ensanchada y subamplexicaule, glabras o pubescentes en sus bases. El pedúnculo floral es hueco/fistuloso e inflado por debajo del involucro, solitario, que tiene 8-9 brácteas lineares o linear-ovaladasa, acuminadas y glabras, en una sola fila, de 3 cm de largo por 2,5-3 mm de ancho y que llegan a los 2,5-3 cm de largo en la fructificación. Las lígulas, rosas hasta violetas, de 12-14 mm por 3 mm de ancho, son mucho más cortas que las brácteas involucrales. Las cipselas, de cuerpo estrechamente fusiforme y asurcado son dimórficas: las internas fuertemente surcadas por 10 costillas y con un fino pico coronado por un vilano de 20 pelos plumosos, mientras las externas, lo tienen de 5 pelos escabridos desiguales.

## Distribución y hábitat
Nativa en el Mediterráneo, Europa Occidental, Medio Oriente hasta Irán y África del Norte; introducida localmente en Europa central. Crece en terrenos secos, baldíos, viñas, escombreras, cunetas y prados.

En España, está concentrada en el extremo sur de la península; también presente en las Islas Baleares y las Islas Canarias, dudosamente nativa en estas últimas.

Introducida en el sur de África y en Australia.

## Taxonomía
La especie fue descrita originalmente por Carlos Linneo como Tragopogon hybridus y publicada en Species Plantarum, ed. 2, p. 1109, 1763, y posteriormente atribuida al género Geropogon por Carl Heinrich Schultz Bipontinus en Philip Barker Webb y Sabino Berthelot,  Histoire Naturelle des Iles Canaries, Tome troisième, Deuxième partie, Phytographia canariensis, Sectio II, p. 472, 1850 Archivado el 29 de noviembre de 2016 en Wayback Machine..
Hay autores que siguen empleando el antiguo binomial/basiónimo.
Etimología
- Geropogon: vocablo derivado directamente del griego y compuesto por los vocablos γέρων, -oντος, anciano, y πώγων, -ώνος, barba; o sea «barba de anciano», por el penacho de pelos plumosos blancos del vilano que sobresale en el ápice de las inflorescencias, casi siempre cerradas, y que se asemejan a la barba de un anciano.[7]
- hybridus: epíteto latín de significado evidente, híbrido, por el vilano de las cipselas que tienen 2 tipos muy distintos de pelos, como si fuera el fruto de una hibridación.

## Sinónimos
- Geropogon australe Spreng.
- Geropogon australis Spreng.
- Geropogon glaber L.
- Geropogon glabrum L.
- Geropogon hirsutus L.
- Tragopogon geropogon Rouy
- Tragopogon glaber (L.) Hill
- Tragopogon glaber (L.) DC.
- Tragopogon hirsutus (L.) Hill
- Tragopogon hybridus L. - basiónimo[8]

## Citología
Número de cromosomas: 2n=14

## Nombres vernáculos
Castellano: barba macho, barbón, teta de vaca, tetas de vaca, tetilla de vaca